# Albert Crusat
Albert Crusat Domènech (Rubí, Barcelona, España, 13 de mayo de 1982), conocido futbolísticamente como Crusat, es un exfutbolista y entrenador español. Es principalmente conocido por su etapa como futbolista de la U. D. Almería en la Primera División de España.

## Trayectoria como futbolista
Comenzó en la Unió Esportiva Rubí para irse después a la cantera del Real Club Deportivo Espanyol, donde poco a poco fue quemando etapas en las categorías inferiores hasta llegar al primer equipo en la temporada 2002-03. Debutó como titular en el primer partido de Liga ante el Real Madrid C. F., lesionándose al romperse la clavícula después de una entrada de Zidane. La lesión, unido a la destitución de Ramón Moya y la poca confianza que le dio Javier Clemente a su llegada hicieron desaparecer a Crusat de las alineaciones.
Al año siguiente firmó por el Rayo Vallecano, en Segunda División, y aunque comenzó jugando, marchó a la U. E. Lleida de Segunda B cuando las oportunidades escasearon. Con el Lleida logró el ascenso y el jugador firmó por la Unión Deportiva Almería, con quien consiguió el ascenso a la Primera División el 19 de mayo de 2007. Se convirtió en uno de los jugadores más carismáticos de la entidad rojiblanca hasta el punto de ser la referencia en los primeros años del retorno del equipo indálico a Primera División junto a un grupo en el que también destacaban Fernando Soriano, Álvaro Negredo, Bruno Saltor, Santiago Acasiete y Felipe Melo entre otros.
El 30 de agosto de 2011 fichó por el Wigan Athletic de la Premier League inglesa.
Tras una larga recuperación de su lesión de rodilla que le privó de disfrutar de la máxima competición inglesa, el 30 de enero de 2014 el jugador español firmó con el Bnei Sakhnin FC de la liga israelí, aunque a finales de agosto de 2014 él mismo confirmó en su cuenta de Twitter su retirada de los terrenos de juego, al menos como jugador.

## Trayectoria como entrenador
Tras varios años inactivo, aunque entrenando por cuenta propia, en noviembre de 2020 firmó como entrenador del Sporting de Almería. Poco después, el 7 de noviembre del mismo año, debutó con el equipo almeriense enfrentándose al C. P. Ejido en un encuentro amistoso disputado en el Campo Los Pinos de El Alquián.

## Clubes
| Club                  | País       | Año       |
| --------------------- | ---------- | --------- |
| R. C. D. Espanyol "B" | España     | 2000-2002 |
| R. C. D. Espanyol     | España     | 2002-2003 |
| Rayo Vallecano        | España     | 2003-2004 |
| U. E. Lleida          | España     | 2004-2005 |
| U. D. Almería         | España     | 2005-2011 |
| Wigan Athletic F. C.  | Inglaterra | 2011-2013 |
| Bnei Sakhnin F. C.    | Israel     | 2014      |

## Palmarés

### Campeonatos nacionales
| Título | Club                 | País       | Año     |
| ------ | -------------------- | ---------- | ------- |
| FA Cup | Wigan Athletic F. C. | Inglaterra | 2012-13 |